# Haley Hudson
Haley Kaye Hudson (Los Angeles, Califórnia, 14 de junho de 1986) é uma atriz norte americana.
É uma talentosa musicista, toca violino, violão e piano.
Originalmente fez teste para o papel de "Maddie" em Sexta-Feira Muito Louca (2003), mas os produtores e o diretor ficaram tão impressionados com ela que criaram um papel no filme especificamente para ela.
Haley chegou a ser cogitada para o papel de "Violet" em Lemony Snicket's A Series of Unfortunate Events em 2004.

## Filmografia
| Filmes      | Filmes                                  | Filmes        | Filmes      |
| Ano         | Título                                  | Papel         | Notas       |
| ----------- | --------------------------------------- | ------------- | ----------- |
| 2003        | Sexta-Feira Muito Louca                 | Peg           |             |
| 2005        | Sweet Pea                               | Laura         |             |
| 2007        | Look                                    | Amanda        |             |
| 2008        | Killer Pad                              | Morgan        |             |
| 2008        | Marley & Eu                             | Debby         |             |
| 2009        | The Inner Circle                        | Rose Brown    |             |
| 2009        | Making Change                           | Dolla         |             |
| 2009        | Killer by Nature                        | Maggie        |             |
| Televisão   |                                         |               |             |
| Ano         | Título                                  | Papel         | Notas       |
| 2003        | Lizzie McGuire                          | Clementine    | 1 episódio  |
| 2006        | Sons & Daughters                        | Estee         | 1 episódio  |
| 2008        | Terminator: The Sarah Connor Chronicles | Sydney Fields | 1 episódio  |
| 2005 / 2009 | Weeds                                   | Quinn Hodes   | 4 episódios |
| 200         | The Forgotten                           | Garota Punk   | 1 episódio  |
| 200         | Ruby & the Rockits                      | Molly         | 1 episódio  |
| 200         | Ghost Whisperer                         | Scarlett      | 1 episódio  |

## Discografia
- 2003 - Sexta-Feira Muito Louca - Trilha Sonora